# Agente de bolsa

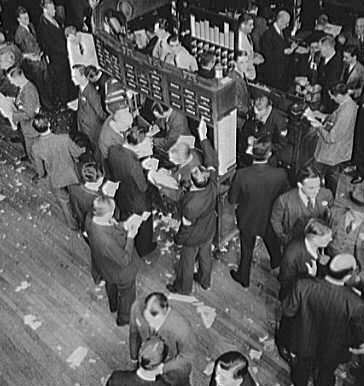
Agentes de bolsa o "brokers" estadounidenses, realizando transacciones en la Bolsa de Nueva York en (1931).

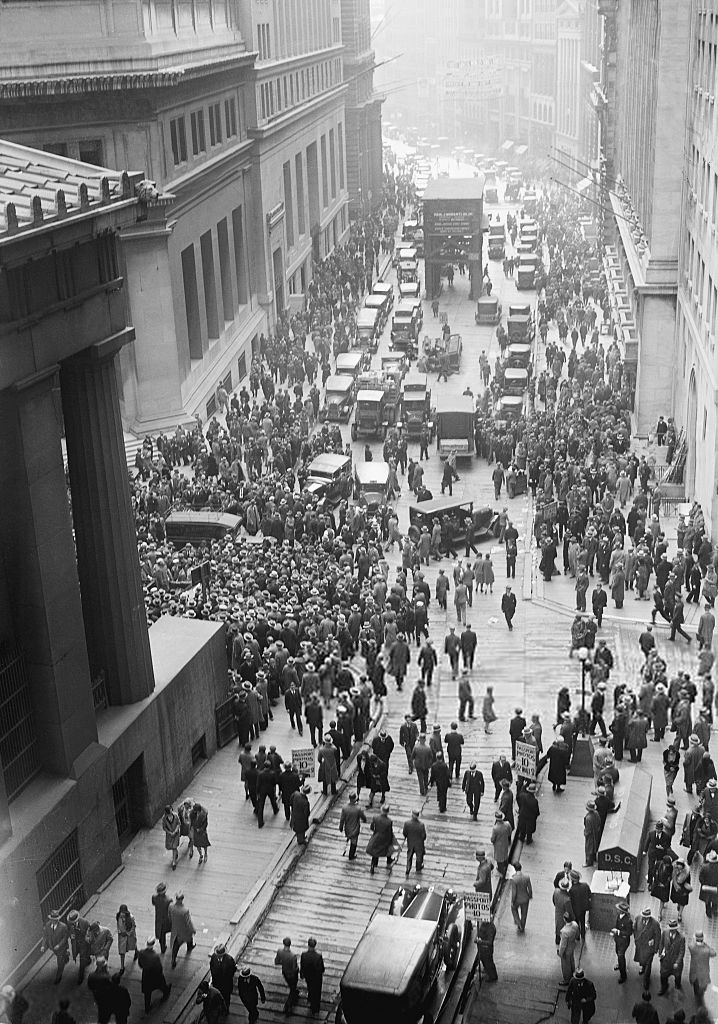
El Jueves Negro, los inversores se agolpaban frente a la Bolsa para conocer la caída de las cotizaciones.

Un agente de bolsa, casa de bolsa, comisionista de bolsa o corredor de bolsa (stockbroker en inglés) es una persona jurídica o natural que previo encargo tiene autorización para asesorar o realizar directamente inversiones o transacciones de valores en los mercados financieros y comerciales.

## Formación
Los Agentes o Corredores de bolsa deben realizar un examen de aptitud y demostrar solvencia patrimonial para registrarse en las comisiones o superintendencia de valores de cada país, y así poder llevar a cabo su actividad. También pueden delegar sus funciones en mandatarios, pero la responsabilidad es siempre a cargo del agente.
Por lo general, cuentan con una formación de grado en alguno de los campos de las ciencias económicas: contabilidad, administración, economía, ciencias actuariales o finanzas.
En el caso de los Agentes de Bolsa con forma de persona jurídica, deben estar bajo la supervisión de un organismo de control. En España la entidad correspondiente es la CNMV. Por tanto, es imprescindible operar únicamente con corredores supervisados.

## Medio de pago de un Agente de bolsa
Los agentes o corredores cobran mediante comisiones, recibiendo un porcentaje del montante transado, pero siempre basándose en aranceles. A veces también cobran tarifas fijas por sus servicios. Otra opción es recolectar una tasa de financiamiento. Sin embargo, esto solo se aplica al comercio de margen con productos financieros apalancados.

## Normativa[2]

### Chile[3]
En Chile, la ley 1845 que regula los Mercados de Valores establece en su artículo 24:

Son intermediarios de valores las personas naturales o jurídicas que se dedican a las operaciones de corretaje de valores. [...]

Los intermediarios que actúan como miembros de una bolsa de valores, se denominan corredores de
bolsa y aquellos que operan fuera de bolsa, agentes de valores.

Para actuar como corredor de bolsa o agente de valores es necesario inscribirse en la Superintendencia de Valores y Seguros de Chile.

## Crisis financiera 2008-2009
Debido a los despidos de las firmas financieras y la inestabilidad de las bolsas, durante la crisis financiera de 2008 dejaron las firmas de Wall Street 7.700 agentes, y hasta abril del 2009, se fueron 11.600. Así, Bank of America Merrill Lynch perdió alrededor de 2200, y Morgan Stanley unos 1.200. Muchas de esas personas han cambiado de profesión.